# Juan Leonardo Vega
Juan Leonardo Vega (Santa Fe, 24 de noviembre de 1946; Santa Fe, 6 de enero de 2009) fue un baloncestista en silla de ruedas y dirigente deportivo argentino. Integrando la selección argentina de baloncesto en silla de ruedas, Vega obtuvo medalla de bronce en los Juegos Paralímpicos de Heidelberg 1972 y fue dos veces campeón mundial de los Juegos Mundiales IWAS de 1973 y 1974. El 14 de mayo de 1966 fue uno de los fundadores del Club Integral de Lisiados Santafesinos (CILSA), la primera institución para deportistas con discapacidades de Argentina, entidad que ha presidido. Falleció siendo presidente del club Unión de Santa Fe -al que dedicó gran parte de su actividad- y del Cilsa. Fue socio fundador de la Federación Argentina de Deportes sobre Silla de Ruedas (FADESIR), del Comité Paralímpico Argentina (COPAR). Fue director técnico de las selecciones argentinas de baloncesto femenino y masculino. Integró el Comité Ejecutivo de la Asociación del Fútbol Argentino (AFA).
Por sus logros deportivos fue reconocido en Argentina como Maestro del Deporte. En su memoria llevan su nombre el Campeonato Nacional de Básquetbol en Silla de Ruedas y el Complejo Polideportivo de la Ciudad de Santa Fe.

## Síntesis biográfica
Juan Leonardo Vega nació en la ciudad de Santa Fe el 29 de noviembre de 1946. De niño sufrtió poliomielitis, quedando afectado con la parálisis de una de piernas. En 1966, junto a Juan Luis Costantini, Héctor Leurino y otros jóvenes santafesinos con discapacidades, fundó el Club Integral de Lisiados Santafesinos (CILSA), con el fin de practicar [baloncesto en silla de ruedas]]. Se trató de la primera institución deportiva para personas discapacitadas de la Argentina y con el tiempo se convertiría en una de las principales del país. En un reportaje realizado por el diario El Litoral de Santa Fe, Costantini relataba las condiciones en las que se realizó la creación del CILSA:

Periodista: Y sin recursos...
Juan Luis Costantini: Ninguno, pero ninguno en serio. Teníamos que comprar sillas de ruedas, pagar el colectivo para viajar a competir. Practicábamos en Villa Colombo, en General López entre avenida Freyre y doctor Zavalla. Hacíamos bala, disco y jabalina en un principio. Y luego le compramos al Taller de la Cárcel de Coronda una mesa de ping-pong y hacíamos tenis de mesa. El básquet arrancó un año después, entrenábamos en el club Peretz y nos prestaban la sede de Sprai para las reuniones. Conseguimos un subsidio para comprar las sillas de ruedas, salíamos de Sprai, pasábamos por la estación de servicio que estaba en la esquina, inflábamos las gomas y seguíamos a Peretz, que quedaba a la vuelta. Como no todos teníamos sillas de ruedas, algunos llevaban sillas comunes y se sentaban ahí...
P: ¿Trabajaban?
JLC: No, para nada... Nos enteramos que en Buenos Aires habían conseguido playas de estacionamiento... Volvimos y fuimos a golpear las puertas de la Municipalidad. Nos dieron la playa del parque Alberdi y ése fue el primer trabajo de Vega, el de Leurino, el mío y el de otros más. Después se desmoronó una escuela que había en la cortada Falucho, nos presentamos en el Ministerio de Educación donde estaba Virgilio Cordero, pedimos el lugar y pusimos otra playa y le dimos trabajo a otros discapacitados.
P: ¿Avizoraban la función social de hoy cuando se produjo la fundación?
JLC: Para nada. Nosotros fundamos Cilsa con fines deportivos. Todo lo fuimos realizando como parte de nuestras necesidades, pero distintos acontecimientos nos hicieron abrir la mirada. Eso sí, la evolución fue constante. No recuerdo haber tenido un año malo. Y cuando hubo un estancamiento deportivo, como consecuencia del cambio generacional, se dio la explosión de Cilsa como institución social.

Entre 1966 y 1983 fue jugador de baloncesto en silla de ruedas en el equipo de CILSA Santa Fe, con el que obtuvo once títulos nacionales. Integró también la selección argentina, con la que logró tres campeonatos mundiales, tres campeonatos panamericanos y una medalla de bronce en los Juegos Paralímpicos de Alemania de 1972.
Vega integró el seleccionado argentino de baloncesto en silla de ruedas que salió campeón mundial en los Juegos Mundiales en Silla de Ruedas de 1973, en los que Argentina venció al favorito Estados Unidos por un doble de diferencia.
Representó a la Argentina en los Juegos Paralímpicos de Heidelberg 1972, compitiendo en baloncesto en silla de ruedas y natación, ganando la medalla de bronce en baloncesto.
Entre 1983 y 1992 fue director técnico de los equipos de baloncesto masculino y femenino del CILSA Santa Fe, ganando varios campeonatos nacionales. Entre 1986 y 1988 fue director técnico del seleccionado nacional femenino de baloncesto sobre sillas de ruedas. En 1992 fue director técnico del seleccionado argentino que se presentó en los Juegos Paralímpicos de Barcelona 1992.

## Carrera deportiva

### Campeonato del mundo de baloncesto en silla de ruedas
Vega integró la selección argentina que ganó el campeonato mundial de baloncesto en silla de ruedas en los Juegos Mundiales IWAS (Stoke Mandeville) de 1973. En el torneo Argentina venció el 15 de julio a Gran Bretaña por 68 a 39, el 17 de julio a Israel por 63 a 35; el 19 de julio a Suecia por 73 a 43 y el 21 de julio a Estados Unidos por 50 a 48. En los últimos segundos de la final, cuando Argentina ganaba por un solo doble, Vega tomó la pelota y la hizo rodar lentamente en dirección a la esquina más alejada del campo, de tal modo que cuando los jugadores norteamericanos lograron tomar la pelota, el tiempo del partido ya había expirado.
El equipo argentino estuvo integrado por Vitaliano Brandoli (Cemefir), Juan Luis Costantini (Cilsa), Ángel Elizalde (Aprilp de La Plata), Osvaldo Ferrigutti (Cilsa), Víctor Forconi (Crol), Jorge Kosacks (Newell’s), Héctor Leurino (capitán, Cilsa), Pablo Lunazzi (Duba de Bahía Blanca), Alberto Parodi (CRIDEL), Rodolfo Sánchez (Cilsa), Oscar Valdez (Newell's, y Juan Leonardo Vega (Cilsa).
Argentina volvió a ganar el campeonato mundial en 1974.

### Juegos Paralímpicos de Heidelberg 1972

#### Medalla de bronce en baloncesto en silla de ruedas
El equipo masculino de baloncesto estuvo formado por Juan Luis Costantini, Héctor Leurino, Guillermo Prieto, Alberto Parodi, Daniel Tonso, Luis Grieb, Juan Vega, Rubén Ferrari y Aldo Di Meola.
Participaron nueve países: Argentina, Australia Estados Unidos, Francia, Gran Bretaña, Israel, Italia, Países Bajos y Suecia que fueron dividos en dos grupos. Argentina salió primera en el Grupo A, ganándole a Gran Bretaña 56-48, a Suecia 78-26, a Países Bajos 61-36 y a Italia 70-44. En la semifinal perdió con Israel por un solo doble (53-55). El partido por la medalla de bronce fue contra Gran Bretaña, volviéndola a vencer esta vez por 54-39. Al año siguiente el equipo argentino se consagraría campeón mundial.
| Baloncesto Varones | Baloncesto Varones | Baloncesto Varones |
|                    | País               |                    |
| ------------------ | ------------------ | ------------------ |
| 1                  | Estados Unidos     |                    |
| 2                  | Israel             |                    |
| 3                  | Argentina          |                    |
| Fuente: IPC.       |                    |                    |

## Gestión en Unión de Santa Fe
Vega sintió pasión por el club Unión de Santa Fe desde niño. De adolescente integró la tradicional “Barra de las Bombas” y desde 1975 dedicó tiempo a la acción dirigencial del club, iniciándose en la Subcomisión de Prensa. Luego actuó en la Subcomisión de Básquetbol y en la década de 1990 formó parte de la Comisión Directiva que presidió Manuel Corral.
En 1995 -en un momento de crisis económica del club- asumió como vicepresidente, siendo presidente Ángel Malvicino. Bajo esa gestión, el equipo de fútbol ascendió a la primera división A del fútbol argentino.
Vega se retiró de la Comisión Directiva en 1997 y en 2002 integró la agrupación Unión Siglo XXI, que ganó las elecciones de ese año, aunque Vega se dedicó en ese tiempo al CILSA. Finalmente en 2007 resultó elegido presidente, falleciendo en el cargo dos años después.